# 1163 w polityce

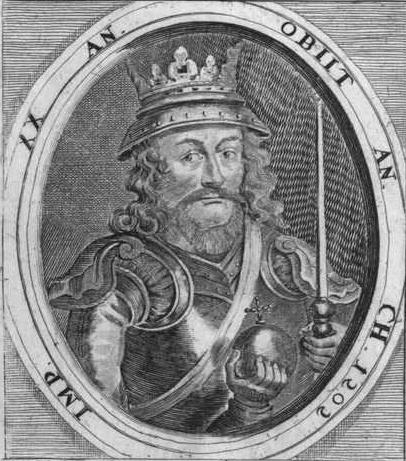
Kanut VI

Wydarzenia polityczne w 1163 roku.

## Wydarzenia
- Bolesław IV Kędzierzawy, pod groźbą najazdu niemieckiego, wydziela na Śląsku dzielnice synom Władysława Wygnańca (Bolesław I Wysoki i Mieszko I Plątonogi)[1][2].

## Urodzili się
- Kanut VI, król Danii[3].

## Zmarli
- Abd al-Mumin, władca berberyjski[4].